# Marlborough Fault Zone
Die Marlborough Fault Zone (MFZ), manchmal auch Marlborough Fault System genannt, besteht aus einem System von vier größeren und vielen kleineren geologischen Verwerfungen in der Region Marlborough und im Norden der Region Canterbury auf der Südinsel von Neuseeland.

## Geographie
Geografisch kann die Marlborough Fault Zone im Westen vom Einzugsgebiet des Ōtira River ausgehend bis Waipara an der Ostküste und vom Ōtira River nach Norden über Murchison dem Wairau River bis zur nördlichen Küste folgend, eingegrenzt werden. Der gesamte Marlborough District und der nördliche Teil von Canterbury zählen somit zu der Zone.
Zu den vier Verwerfungen, die die Marlborough Fault Zone bestimmen, zählen:
- die Wairau Fault (2), die als Fortführung der Alpine Fault (1) angesehen werden kann und als nördlichste der vier Verwerfungen sich mit einer Geschwindigkeit von 3,5 mm pro Jahr (GPS-Daten aus dem Jahr 2009)[2] seitlich gegeneinander in horizontaler Richtung verschiebt, wobei der südliche Teil sich nach Südwesten bewegt. Die Verwerfung verläuft in nordöstlicher Richtung bis zur Cook Strait.
- die Awatere Fault (3), die weiter südlich von der Alpine Fault abzweigend, nahezu parallel zur Wairau Fault verläuft und ebenfalls an der Cook Strait endet. Diese Verwerfung verschiebt sich mit einer Geschwindigkeit von 5,7 mm pro Jahr (GPS 2009).
- die Clarence Fault (4) verschiebt sich mit 5,3 mm pro Jahr (GPS 2009) und ist fast ebenso lang wie die Awatere Fault. Sie beginnt nicht an der Alpine Fault und endet auch nicht an der Cook Strait.
- die Hope Fault (5) ist mit über 230 km die längste zusammenhängende Verwerfung unter den vier.[3] Sie ist mit 18 mm pro Jahr (GPS 2009) auch die, die sich am schnellsten bewegt.

Allen Verwerfungen gemein ist, dass sich die Gesteinsschichten rechtsseitig horizontal in südwestliche Richtung verschieben, wobei der Chatham Rise, der Teil der Kontinentalplatte von Zealandia, auf dem sich der südöstliche Teil der Südinsel befindet, mit einer Geschwindigkeit von 41 mm pro Jahr in die gleiche Richtung wie die zuvor genannten Verwerfungen verschiebt.